# Thomas Schumacher (Musiker)
Thomas Schumacher (* 13. April 1972 in Bremen) ist ein deutscher Produzent elektronischer Tanzmusik.

## Leben
1993 produzierte Schumacher mit Ilker Yilmaz unter dem Namen NIP Collective fünf Maxi-CDs. Zahlreiche Auftritte folgen, bevor 1997 die Zusammenarbeit endete. Danach rief Thomas Schumacher das Projekt Elektrochemie LK ins Leben und veröffentlichte parallel dazu weiter unter seinem eigenen Namen. Ein Demo-Tape veranlasste das britische Label Bush den Track Ficken No. 3, der sich 15.000 mal verkaufte und 1997 in vielen Clubs zu hören war, zu produzieren.
1997 erschien der Track When I Rock, welcher 1998 von Simon Begg nochmal aufbereitet wurde. Der Track wurde noch erfolgreicher als Ficken No. 3 und war auch als Musikvideo auf VIVA zu sehen.
1998 erschien bei Bush Records Schumachers erstes Album Electric Ballroom, auf dem die Tracks Lust und Eighties enthalten waren. Auf Schumachers Label Spiel-Zeug Schallplatten erschienen Produktionen von Künstlern wie Clemens Neufeld, Umek und Adam Beyer. Die Compilations Perlen geben einen Einblick in den Spiel-Zeug-Backkatalog.
Daneben veröffentlichte Schumacher bei Labels wie Confused, Leaded, sowie unter dem Alias Southampton Ltd. beim Hamburger Label Superstition. Gemeinsam mit Jens Mahlstedt und Ilker Yilmaz produzierte er die Musik für eine Hamlet-Inszenierung des Bonner Schauspielhauses. 2001 erschien das Elektrochemie LK – Album Gold.
Auch der Track Elektrochemie LK meets Soft Cell – Tainted Schall erschien als Musikvideo auf VIVA. 2006 erschien das Album Home bzw. die Vinyls Home 1–3 in Schumachers Namen.

Er hat Remixe für Künstler wie Frankie Goes to Hollywood, Monika Kruse, Afrika Bambaataa und Chicks on Speed angefertigt.

## Auszeichnungen
- Dance Music Award
  - 2000: in der Kategorie „Bester nationaler Vinyl Sales Hit“ (Schall)
  - 2000: in der Kategorie „Bestes Video“ (Schall)